# Svetovno prvenstvo v motociklizmu sezona 1963
Svetovno prvenstvo v motociklizmu sezona 1963 je bila petnajsta sezona Svetovnega prvenstva v motociklizmu. Potekala je od 10. aprila do 6. novembra 1963.

## Velike nagrade
| Št | Velika nagrada | Dirkališče       | Zmagovalec - 50      | Zmagovalec - 125 | Zmagovalec - 250  | Zmagovalec - 350 | Zmagovalec - 500 | Poročilo |
| 1  | Španija        | Montjuïc Park    | Hans-Georg Anscheidt | Luigi Taveri     | Tarquinio Provini |                  |                  | Poročilo |
| 2  | Nemčija        | Hockenheimring   | Hugh Anderson        | Ernst Degner     | Tarquinio Provini | Jim Redman       |                  | Poročilo |
| 3  | Francija       | Clermont-Ferrand | Hans-Georg Anscheidt | Hugh Anderson    |                   |                  |                  | Poročilo |
| 4  | Isle of Man TT | Isle of Man      | Mitsuo Itoh          | Hugh Anderson    | Jim Redman        | Jim Redman       | Mike Hailwood    | Poročilo |
| 5  | Nizozemska     | Assen            | Ernst Degner         | Hugh Anderson    | Jim Redman        | Jim Redman       | John Hartle      | Poročilo |
| 6  | Belgija        | Spa              | Isao Morishita       | Bert Schneider   | Fumio Ito         |                  | Mike Hailwood    | Poročilo |
| 7  | Irska          | Dundrod          |                      | Hugh Anderson    | Jim Redman        | Jim Redman       | Mike Hailwood    | Poročilo |
| 8  | V. Nemčija     | Sachsenring      |                      | Hugh Anderson    | Mike Hailwood     | Mike Hailwood    | Mike Hailwood    | Poročilo |
| 9  | Finska         | Tampere          | Hans-Georg Anscheidt | Hugh Anderson    |                   | Mike Hailwood    | Mike Hailwood    | Poročilo |
| 10 | Italija        | Monza            |                      | Luigi Taveri     | Tarquinio Provini | Jim Redman       | Mike Hailwood    | Poročilo |
| 11 | Argentina      | Buenos Aires     | Hugh Anderson        | Jim Redman       | Tarquinio Provini |                  | Mike Hailwood    | Poročilo |
| 12 | Japonska       | Suzuka           | Luigi Taveri         | Frank Perris     | Jim Redman        |                  |                  | Poročilo |

## Dirkaško prvenstvo

### Razred 500 cm3
| Mesto | Dirkač               | Št | Država          | Moštvo    | Točke | Zmage |
| ----- | -------------------- | -- | --------------- | --------- | ----- | ----- |
| 1     | Mike Hailwood        |    | Zdr. kraljestvo | MV Agusta | 40    | 7     |
| 2     | Alan Shepherd        |    | Zdr. kraljestvo | Matchless | 21    | 0     |
| 3     | John Hartle          |    | Zdr. kraljestvo | Gilera    | 20    | 1     |
| 4     | Phil Read            |    | Zdr. kraljestvo | Gilera    | 16    | 0     |
| 5     | Fred Stevens         |    | Zdr. kraljestvo | Norton    | 13    | 0     |
| 6     | Mike Duff            |    | Kanada          | Matchless | 11    | 0     |
| 7     | Derek Minter         |    | Zdr. kraljestvo | Gilera    | 10    | 0     |
| 8     | Jack Findlay         |    | Avstralija      | Matchless | 8     | 0     |
| 9     | Jorge Kissling       |    | Argentina       | Norton    | 6     | 0     |
| 10    | Jack Ahearn          |    | Avstralija      | Norton    | 5     | 0     |
| 11    | Benedicto Caldarella |    | Argentina       | Matchless | 4     | 0     |
| 12    | Bill Smith           |    | Zdr. kraljestvo | Norton    | 3     | 0     |
| =     | Victorio Minguzzi    |    | Argentina       | Matchless | 3     | 0     |
| 14    | Joe Dunphy           |    | Zdr. kraljestvo | Norton    | 2     | 0     |
| =     | Ralph Bryans         |    | Zdr. kraljestvo | Norton    | 2     | 0     |
| =     | Sid Mizen            |    | Zdr. kraljestvo | Norton    | 2     | 0     |
| =     | Ladi Richter         |    | Zdr. kraljestvo | Norton    | 2     | 0     |
| =     | Fabián Villavelran   |    | Argentina       | Norton    | 2     | 0     |
| 19    | Sven-Olof Gunnarsson |    | Švedska         | Norton    | 1     | 0     |
| =     | Gyula Marsovsky      |    | Švica           | Matchless | 1     | 0     |
| =     | Vernon Cottle        |    | Zdr. kraljestvo | Norton    | 1     | 0     |
| =     | Nicolaï Sevostianov  |    | Sovjetska zveza | CKEB      | 1     | 0     |
| =     | Vasco Loro           |    | Italija         | Norton    | 1     | 0     |
| =     | Horacio Costa        |    | Urugvaj         | Norton    | 1     | 0     |

### Razred 350 cm3
| Mesto | Dirkač               | Št | Država          | Moštvo    | Točke | Zmage |
| ----- | -------------------- | -- | --------------- | --------- | ----- | ----- |
| 1     | Jim Redman           |    | Rodezija        | Honda     | 32    | 5     |
| 2     | Mike Hailwood        |    | Zdr. kraljestvo | MV Agusta | 28    | 2     |
| 3     | Luigi Taveri         |    | Švica           | Honda     | 16    | 0     |
| 4     | Frantisek Stastny    |    | Češkoslovaška   | Jawa      | 7     | 0     |
| 5     | Gustav Havel         |    | Češkoslovaška   | Jawa      | 7     | 0     |
| 6     | Remo Venturi         |    | Italija         | Bianchi   | 6     | 0     |
| =     | John Hartle          |    | Zdr. kraljestvo | Gilera    | 6     | 0     |
| =     | Alan Shepherd        |    | Zdr. kraljestvo | MZ        | 6     | 0     |
| 9     | Nicolaï Sevostianov  |    | Sovjetska zveza | CKEB C360 | 5     | 0     |
| 10    | Mike Duff            |    | Kanada          | AJS       | 5     | 0     |
| 11    | Phil Read            |    | Zdr. kraljestvo | Gilera    | 4     | 0     |
| =     | Sven-Olof Gunnarsson |    | Švedska         | Norton    | 4     | 0     |
| =     | Tommy Robb           |    | Zdr. kraljestvo | Honda     | 4     | 0     |
| 14    | Jack Ahearn          |    | Avstralija      | Norton    | 4     | 0     |
| 15    | Fred Stevens         |    | Zdr. kraljestvo | Norton    | 4     | 0     |
| 16    | Sid Mizen            |    | Zdr. kraljestvo | AJS       | 3     | 0     |
| =     | Pavel Slavícek       |    | Češkoslovaška   | Jawa      | 3     | 0     |
| 18    | Gilberto Milani      |    | Italija         | Aermacchi | 2     | 0     |
| =     | Dan Shorey           |    | Zdr. kraljestvo | AJS       | 2     | 0     |
| 20    | Len Ireland          |    | Zdr. kraljestvo | Norton    | 1     | 0     |
| =     | Veikko Sulasaari     |    | Finska          | Norton    | 1     | 0     |

### Razred 250 cm3
| Mesto | Dirkač              | Št | Država          | Moštvo     | Točke | Zmage |
| ----- | ------------------- | -- | --------------- | ---------- | ----- | ----- |
| 1     | Jim Redman          |    | Rodezija        | Honda      | 44    | 4     |
| 2     | Tarquinio Provini   |    | Italija         | Morini     | 42    | 4     |
| 3     | Fumio Ito           |    | Japonska        | Yamaha     | 26    | 1     |
| 4     | Tommy Robb          |    | Zdr. kraljestvo | Honda      | 20    | 0     |
| 5     | Luigi Taveri        |    | Švica           | Honda      | 13    | 0     |
| 6     | Alan Shepherd       |    | Zdr. kraljestvo | MZ         | 11    | 0     |
| 7     | Yoshikazu Sunako    |    | Japonska        | Yamaha     | 9     | 0     |
| 8     | Mike Hailwood       |    | Zdr. kraljestvo | MZ         | 8     | 1     |
| 9     | Kunimitsu Takahashi |    | Japonska        | Honda      | 7     | 0     |
| 10    | Bill Smith          |    | Zdr. kraljestvo | Honda      | 4     | 0     |
| =     | Umberto Masetti     |    | Italija         | Morini     | 4     | 0     |
| =     | Phil Read           |    | Zdr. kraljestvo | Yamaha     | 4     | 0     |
| 13    | Stanislav Malina    |    | Češkoslovaška   | CZ         | 4     | 0     |
| 14    | Silvio Grassetti    |    | Italija         | Benelli    | 3     | 0     |
| =     | Hiroshi Hasegawa    |    | Japonska        | Yamaha     | 3     | 0     |
| =     | László Szabó        |    | Madžarska       | MZ         | 3     | 0     |
| =     | Raúl Kissling       |    | Argentina       | NSU        | 3     | 0     |
| 18    | Jack Findlay        |    | Avstralija      | FB-Mondial | 2     | 0     |
| =     | Ivan Schumann       |    | Argentina       | NSU        | 2     | 0     |
| 20    | Gilberto Milani     |    | Italija         | Aermacchi  | 1     | 0     |
| =     | John Kidson         |    | Zdr. kraljestvo | Moto Guzzi | 1     | 0     |
| =     | Cas Swart           |    | Nizozemska      | Honda      | 1     | 0     |
| =     | Chris Anderson      |    | Zdr. kraljestvo | Aermacchi  | 1     | 0     |
| =     | Carlos Marfetan     |    | Urugvaj         | Parilla    | 1     | 0     |
| =     | Isamu Kasuya        |    | Japonska        | Honda      | 1     | 0     |

### Razred 125 cm3
| Mesto | Dirkač               | Št | Država          | Moštvo       | Točke | Zmage |
| ----- | -------------------- | -- | --------------- | ------------ | ----- | ----- |
| 1     | Hugh Anderson        |    | Nova Zelandija  | Suzuki       | 54    | 6     |
| 2     | Luigi Taveri         |    | Švica           | Honda        | 38    | 2     |
| 3     | Jim Redman           |    | Rodezija        | Honda        | 35    | 1     |
| 4     | Frank Perris         |    | Zdr. kraljestvo | Suzuki       | 24    | 1     |
| 5     | Bert Schneider       |    | Avstrija        | Suzuki       | 23    | 1     |
| 6     | Ernst Degner         |    | Z. Nemčija      | Suzuki       | 17    | 1     |
| 7     | Kunimitsu Takahashi  |    | Japonska        | Honda        | 14    | 0     |
| 8     | Alan Shepherd        |    | Zdr. kraljestvo | MZ           | 11    | 0     |
| 9     | Tommy Robb           |    | Zdr. kraljestvo | Honda        | 11    | 0     |
| 10    | László Szabó         |    | Madžarska       | MZ           | 7     | 0     |
| 11    | Héctor Pochettino    |    | Madžarska       | Bultaco      | 6     | 0     |
| 12    | Giuseppe Visenzi     |    | Italija         | Honda        | 6     | 0     |
| 13    | Aldo Caldarella      |    | Argentina       | Bultaco      | 4     | 0     |
| 14    | Peter Inchley        |    | Zdr. kraljestvo | EMC          | 3     | 0     |
| =     | Alberto Gómez        |    | Argentina       | Zanella      | 3     | 0     |
| 16    | Mike Duff            |    | Kanada          | Bultaco / MZ | 3     | 0     |
| 17    | Francisco González   |    | Španija         | Bultaco      | 2     | 0     |
| =     | John Grace           |    | Gibraltar       | Bultaco      | 2     | 0     |
| =     | Juan Carlos Salatino |    | Argentina       | Zanella      | 2     | 0     |
| 20    | Jean-Pierre Beltoise |    | Francija        | Bultaco      | 1     | 0     |
| =     | Werner Musiol        |    | V. Nemčija      | MZ           | 1     | 0     |
| =     | Gary Dickinson       |    | Zdr. kraljestvo | Honda        | 1     | 0     |
| =     | Stanislav Malina     |    | Češkoslovaška   | ČZ           | 1     | 0     |
| =     | Horacio Maffia       |    | Argentina       | Ducati       | 1     | 0     |
| =     | Mitsuo Itoh          |    | Japonska        | Suzuki       | 1     | 0     |

### Razred 50 cm3
| Mesto | Dirkač               | Št | Država          | Moštvo   | Točke | Zmage |
| ----- | -------------------- | -- | --------------- | -------- | ----- | ----- |
| 1     | Hugh Anderson        |    | Nova Zelandija  | Suzuki   | 34    | 2     |
| 2     | Hans-Georg Anscheidt |    | Z. Nemčija      | Kreidler | 32    | 3     |
| 3     | Ernst Degner         |    | Z. Nemčija      | Suzuki   | 30    | 1     |
| 4     | Isao Morishita       |    | Japonska        | Suzuki   | 23    | 1     |
| 5     | Mitsuo Itoh          |    | Japonska        | Suzuki   | 20    | 1     |
| 6     | Michio Ichino        |    | Japonska        | Suzuki   | 14    | 0     |
| 7     | Alberto Pagani       |    | Italija         | Kreidler | 9     | 0     |
| 8     | Luigi Taveri         |    | Švica           | Honda    | 8     | 1     |
| 9     | José Busquets        |    | Španija         | Derbi    | 7     | 0     |
| 10    | Shunkishi Masuda     |    | Japonska        | Suzuki   | 4     | 0     |
| 11    | Raúl Kissling        |    | Argentina       | Kreidler | 3     | 0     |
| 12    | Jean-Pierre Beltoise |    | Francija        | Kreidler | 3     | 0     |
| 13    | Karaber Samardjian   |    | Argentina       | Suzuki   | 2     | 0     |
| =     | Sadao Shimazaki      |    | Japonska        | Honda    | 2     | 0     |
| 15    | Juan García          |    | Španija         | Ducson   | 1     | 0     |
| =     | Ian Plumridge        |    | Zdr. kraljestvo | Honda    | 1     | 0     |
| =     | Matti Salonen        |    | Finska          | Prykija  | 1     | 0     |
| =     | Gastón Biscia        |    | Urugvaj         | Suzuki   | 1     | 0     |